# Антонов, Иван Павлович
Ива́н Па́влович Анто́нов (фин. Juhani Antonoff) (1887—1967) — архитектор-художник.

## Биография
Родился 11 февраля 1887 года в зажиточной семье предпринимателя Павла Петровича Антонова и Ольги Александровны из этнических русских, проживающих в Финляндии.
С 1896 по 1906 год обучался в Выборгском реальном училище.
В 1908 году поступил в Санкт-Петербургскую Императорскую Академию художеств на архитектурное отделение. Свою учёбу совмещал с архитектурной практикой — работал помощником у ведущих архитекторов Санкт-Петербурга, с профессором Александром Артемьевичем Полещуком разрабатывал план здания геологического комитета, построенного в 1914 году.
С 1919 по 1926 год работал в Финляндии учителем рисунка и черчения в Выборгской русской средней совместной школе, которую ранее и закончил. По рекомендации академика архитектуры И. А. Фомина оформил долгосрочную визу на въезд в СССР, и выехал на Урал, обосновавшись в Свердловске (1926). Будучи финским гражданином, работал в Уралпроектбюро. Лично или в сотрудничестве с архитектором В. Д. Соколовым спроектировал и построил более 20 крупных объектов — общественных, жилых (в основном высотных) и промышленных зданий в Свердловске и других городах Уральского региона. Все постройки Антонова отличались принципиально новым конструктивистским обликом. Одним из выдающихся его произведений стал жилой комбинат НКВД («Городок чекистов») в Свердловске. Многие его уральские постройки объявлены памятниками истории и культуры эпохи конструктивизма 1920—1930-х.
В какой-то момент на него пишет донос один из архитекторов по поводу ещё одного из построенных им в городе зданий — в расположении его балконов якобы был заложен православный крест: «творческая мастерская архитекторов Антонова и Соколова при строительстве Жилкомбината НКВД опорочила идею труда, которую он должен был пропагандировать, и заложила в основу своей работы пропаганду религии… и протащили вредный по своей идеологической сути архитектурный проект». И далее: «Зачинщиком и идеологом буржуазных архитектурных извращений является агент буржуазной Финляндии — иностранный подданный архитектор Антонов Иван Павлович».
Но Антонова предупредили — и он спешно покинул Свердловск (1933), отправившись на родину в Финляндию вместе со своей женой и дочерью. Поселился в Выборге, где семья его жены Евгении Бердяевой (тоже архитектора) владела домом. В СССР он больше не вернулся.
Дочь Ирен Антонофф вспоминала: «Отец рассказывал мне, что они уезжали из Свердловска в большой спешке. Утром от своих знакомых в НКВД он получил документы на выезд и билеты на поезд до Ленинграда. Уже перед своей смертью в 1967 году в одном из наших с ним разговоров отец говорил, что самое лучшее, что он создал как архитектор, находится в СССР — в Свердловске». При этом в архивах Свердловска уничтожили все документы, которые касались его пребывания на Урале, вплоть до фотографий и чертежей.
Устроился в архитектурное бюро финского архитектора Ялмари Ланкинена. В 1948 году переехал вместе с бюро в город Лахти, где продолжал работать до 1964 года. Участвовал в работах в Выборге, где насчитывается около 30 объектов бюро, а также в других городах Финляндии: Котка, Йювяскюля, Настола, Лаппеэнранта, Туртола. Наиболее заметным и имевшим благожелательную критику проектом был больничный комплекс на восточном побережье Финляндии (1932—1956). Последней работой был интерьер в Доме Рабочих в Лахти (1963—1965).

## Проекты и постройки

### Свердловск
- Городок чекистов (1929—1933)
- Второй Дом Советов (1930—1932)

### Москва
- Жилой комплекс «Нижняя Пресня», 1928 год (соавторы В. И. Бибиков, Б. Н. Блохин, Н. А. Волков, Л. В. Жигардлович, И. А Звездин, А. В. Куровский, Ю. М. Мушинский, Г. Ф. Сенатов, О. А. Стапран, Б. Я. Улинич и др.)[2]